# Country-Musik 1998
Die Liste bietet eine Übersicht über das Jahr 1998 im Genre Country-Musik.

## Ereignisse
- Nach über zehn Jahren erhält Johnny Cash mit dem Grammy for Best Contemporary Country Album für sein Album Unchained wieder eine bedeutende Auszeichnung. Gemeinsam mit seinem Label bedankt er sich in einer Anzeige voller Sarkasmus dafür, von Musikindustrie und Radiosendern jahrelang ignoriert worden zu sein. Die Anzeige zeigt Johnny Cash mit einem Stinkefinger und entstand bei seinem Auftritt im San Quentin State Prison 1969. Die bis dahin kaum bekannte Aufnahme wurde in der Folge zu einem ikonischen Motiv.[1]
- Garth Brooks stellt mit seinem Album Double Live einen neuen Verkaufsrekord auf. Insgesamt verkaufte er 1.085.000 Exemplare in der ersten Woche. Noch nie in der amerikanischen Musikgeschichte hat sich ein Album innerhalb der ersten Woche so oft verkauft. Damit überflügelte es Eric Claptons 1992 veröffentlichtes Album Unplugged und wurde zum erfolgreichsten Livealbum in der amerikanischen Chartsgeschichte.[2]
- Willie Nelson wird am 6. Dezember vom John F. Kennedy Center for the Performing Arts für sein Lebenswerk geehrt.[3]
- Der deutschen Countryband Truck Stop wird zum zweiten Mal die Goldene Stimmgabel verliehen.[4]

## Top Hits des Jahres

### Jahresend-Charts
Dies ist die Top 10 der Year-End-Charts, die vom Billboard-Magazin erhoben wurde.
1. Just to See You Smile – Tim McGraw
2. Bye Bye – Jo Dee Messina
3. This Kiss – Faith Hill
4. I’m Alright – Jo Dee Messina
5. There’s Your Trouble – Dixie Chicks
6. I’m from the Country – Tracy Byrd
7. I Just Want to Dance with You – George Strait
8. I Can Still Feel You – Collin Raye
9. There Goes My Baby – Trisha Yearwood
10. Love of My Life – Sammy Kershaw

### Nummer-1-Hits
- 10. Januar – A Broken Wing – Martina McBride
- 17. Januar – Just To See You Smile – Tim McGraw
- 28. Februar – What If I Said – Anita Cochran and Steve Wariner
- 7. März – Round About Way – George Strait
- 21. März – Nothin' But the Taillights – Clint Black
- 4. April – A Perfect Love – Trisha Yearwood
- 18. April – Bye-Bye – Jo Dee Messina
- 2. Mai – You're Still the One – Shania Twain
- 9. Mai – Two Piña Coladas – Garth Brooks
- 16. Mai – This Kiss – Faith Hill
- 6. Juni – I Just Want to Dance With You – George Strait
- 27. Juni – If You See Him/If You See Her – Reba McEntire and Brooks & Dunn
- 11. Juli – The Shoes You're Wearing – Clint Black
- 18. Juli – I Can Still Feel You – Collin Raye
- 1. August – To Make You Feel My Love – Garth Brooks
- 8. August – There's Your Trouble – Dixie Chicks
- 22. August – I'm Alright – Jo Dee Messina
- 12. September – How Long Gone – Brooks & Dunn
- 3. Oktober – Where the Green Grass Grows – Tim McGraw
- 31. Oktober – Honey I'm Home – Shania Twain
- 7. November – Wide Open Spaces – Dixie Chicks
- 5. Dezember – It Must Be Love – Ty Herndon
- 12. Dezember – Let Me Let Go – Faith Hill
- 19. Dezember – Husbands and Wives – Brooks & Dunn
- 26. Dezember – You're Easy on the Eyes – Terri Clark

### Weitere Hits
Die Auswahl beschränkt sich auf Songs, die in den Country-Billboard-Charts in die Top 20 gekommen sind.
| US | Single                                   | Artist                             |
| -- | ---------------------------------------- | ---------------------------------- |
| 16 | Absence of the Heart                     | Deana Carter                       |
| 4  | Angel in My Eyes                         | John Michael Montgomery            |
| 2  | Between the Devil and Me                 | Alan Jackson                       |
| 11 | A Chance                                 | Kenny Chesney                      |
| 14 | Come Some Rainy Day                      | Wynonna                            |
| 4  | Commitment                               | LeAnn Rimes                        |
| 3  | Cover You in Kisses                      | John Michael Montgomery            |
| 5  | The Day That She Left Tulsa (In a Chevy) | Wade Hayes                         |
| 2  | Don't Laugh at Me                        | Mark Wills                         |
| 5  | Dream Walkin‘                            | Toby Keith                         |
| 2  | Everything's Changed                     | Lonestar                           |
| 4  | Forever Love                             | Reba McEntire                      |
| 18 | Getcha Some                              | Toby Keith                         |
| 2  | Happy Girl                               | Martina McBride                    |
| 2  | He's Got You                             | Brooks & Dunn                      |
| 20 | High on Love                             | Patty Loveless                     |
| 9  | The Hole                                 | Randy Travis                       |
| 2  | Holes in the Floor of Heaven             | Steve Wariner                      |
| 18 | A House with No Curtains                 | Alan Jackson                       |
| 2  | How Do You Fall in Love                  | Alabama                            |
| 13 | How Do You Sleep at Night                | Wade Hayes                         |
| 7  | I Can Love You Better                    | Dixie Chicks                       |
| 1  | I Can Still Feel You                     | Collin Raye                        |
| 2  | I Do (Cherish You)                       | Mark Wills                         |
| 18 | I Might Even Quit Lovin' You             | Mark Chesnutt                      |
| 12 | I Said a Prayer                          | Pam Tillis                         |
| 3  | I Wanna Fall in Love                     | Lila McCann                        |
| 9  | I Wanna Feel That Way Again              | Tracy Byrd                         |
| 20 | I Wanna Remember This                    | Linda Davis                        |
| 3  | I'll Go On Loving You                    | Alan Jackson                       |
| 3  | I'm from the Country                     | Tracy Byrd                         |
| 2  | I'm So Happy I Can't Stop Crying         | Toby Keith with Sting              |
| 3  | If I Never Stop Loving You               | David Kersh                        |
| 5  | If You Ever Have Forever in Mind         | Vince Gill                         |
| 4  | Imagine That                             | Diamond Rio                        |
| 7  | It Would Be You                          | Gary Allan                         |
| 9  | It's Your Song                           | Garth Brooks                       |
| 12 | Just Between You and Me                  | The Kinleys                        |
| 3  | Just to Hear You Say That You Love Me    | Faith Hill (with Tim McGraw)       |
| 2  | A Little Past Little Rock                | Lee Ann Womack                     |
| 3  | Little Red Rodeo                         | Collin Raye                        |
| 11 | Lonely Won't Leave Me Alone              | Trace Adkins                       |
| 12 | Loosen Up My Strings                     | Clint Black                        |
| 2  | Love of My Life                          | Sammy Kershaw                      |
| 14 | Love Working on You                      | John Michael Montgomery            |
| 5  | A Man Holdin' On (To a Woman Lettin' Go) | Ty Herndon                         |
| 10 | Nothin' New Under the Moon               | LeAnn Rimes                        |
| 4  | On the Side of Angels                    | LeAnn Rimes                        |
| 2  | One of These Days                        | Tim McGraw                         |
| 14 | One of Those Nights Tonight              | Lorrie Morgan                      |
| 16 | One Small Miracle                        | Bryan White                        |
| 2  | Out of My Bones                          | Randy Travis                       |
| 13 | Say When                                 | Lonestar                           |
| 2  | She's Gonna Make It                      | Garth Brooks                       |
| 3  | Someone You Used to Know                 | Collin Raye                        |
| 16 | Stepping Stone                           | Lari White                         |
| 23 | Still in Love with You                   | Travis Tritt                       |
| 4  | Texas Size Heartache                     | Joe Diffie                         |
| 2  | That's Why I'm Here                      | Kenny Chesney                      |
| 2  | Then What?                               | Clay Walker                        |
| 2  | There Goes My Baby                       | Trisha Yearwood                    |
| 17 | Things Change                            | Dwight Yoakam                      |
| 1  | This Kiss                                | Faith Hill                         |
| 12 | To Have You Back Again                   | Patty Loveless                     |
| 8  | Too Good to Be True                      | Michael Peterson                   |
| 2  | True                                     | George Strait                      |
| 9  | Valentine                                | Martina McBride mit Jim Brickman   |
| 4  | We Really Shouldn't Be Doing This        | George Strait                      |
| 18 | Where Your Road Leads                    | Trisha Yearwood (mit Garth Brooks) |
| 3  | You Move Me                              | Garth Brooks                       |
| 12 | You Walked In                            | Lonestar                           |
| 19 | You'll Never Know                        | Mindy McCready                     |
| 4  | You're Gone                              | Diamond Rio                        |
| 2  | You've Got to Talk to Me                 | Lee Ann Womack                     |

## Alben

### Jahresendcharts
1. Sevens – Garth Brooks
2. Come On Over – Shania Twain
3. You Light Up My Life: Inspirational Songs – LeAnn Rimes
4. Hope Floats – Soundtrack
5. The Limited Series – Garth Brooks
6. Everywhere – Tim McGraw
7. The Greatest Hits Collection – Brooks & Dunn
8. Wide Open Spaces – Dixie Chicks
9. Faith – Faith Hill
10. Sittin’ on Top of the World – LeAnn Rimes[7]

### Nummer-1-Hits
Shania Twain mit ihrem Erfolgsalbum Come On Over und Garth Brooks mit insgesamt drei Alben dominierten die US-amerikanischen Albumcharts 1998.
- 3. Januar – Sevens – Garth Brooks
- 7. Februar – You Light Up My Life: Inspirational Songs – LeAnn Rimes
- 14. Februar – Come On Over – Shania Twain
- 28. Februar – Sevens – Garth Brooks
- 14. März – Come On Over – Shania Twain
- 21. März – Sevens – Garth Brooks
- 11. April – Come On Over – Shania Twain
- 9. Mai – One Step at a Time – George Strait
- 23. Mai – The Limited Series – Garth Brooks
- 20. Juni – Hope Floats – Soundtrack
- 22. August – Come On Over – Shania Twain
- 29. August – The Key – Vince Gill
- 5. September – Come On Over – Shania Twain
- 19. September – High Mileage – Alan Jackson
- 3, Oktober – Come On Over – Shania Twain
- 5. Dezember – Double Live – Garth Brooks

### Weitere Alben
Die Auswahl beschränkt sich auf Alben, die in den Country-Billboard-Charts in die Top 20 gekommen sind.
| US | Album                                    | Künstler                | Label                |
| -- | ---------------------------------------- | ----------------------- | -------------------- |
| 18 | Ain't It the Truth                       | Daryle Singletary       | Giant                |
| 9  | Back with a Heart                        | Olivia Newton-John      | MCA Nashville        |
| 13 | The Best of Tracy Lawrence               | Tracy Lawrence          | Atlantic             |
| 6  | Breath of Heaven: A Christmas Collection | Vince Gill              | MCA Nashville        |
| 6  | Burnin' the Roadhouse Down               | Steve Wariner           | Capitol Nashville    |
| 16 | Did I Shave My Back for This?            | Cledus T. Judd          | Razor & Tie          |
| 16 | Dorkfish                                 | Bill Engvall            | Warner Bros.         |
| 1  | Double Live                              | Garth Brooks            | Capitol Nashville    |
| 6  | Everything's Gonna Be Alright            | Deana Carter            | Capitol Nashville    |
| 2  | Faith                                    | Faith Hill              | Warner Bros.         |
| 2  | For the Record                           | Alabama                 | RCA Nashville        |
| 9  | Greatest Hits                            | Clay Walker             | Giant                |
| 5  | Greatest Hits Volume One                 | Toby Keith              | Mercury Nashville    |
| 13 | The Horse Whisperer Soundtrack           | Various Artists         | MCA Nashville        |
| 19 | How Big a Boy Are Ya? Volume 4           | Roy D. Mercer           | Capitol Nashville    |
| 10 | How I Feel                               | Terri Clark             | Mercury Nashville    |
| 5  | I'm Alright                              | Jo Dee Messina          | Curb                 |
| 8  | I'm from the Country                     | Tracy Byrd              | MCA Nashville        |
| 13 | If I Never Stop Loving You               | David Kersh             | Curb                 |
| 4  | If You See Her                           | Brooks & Dunn           | Arista Nashville     |
| 2  | If You See Him                           | Reba McEntire           | MCA Nashville        |
| 15 | Leave a Mark                             | John Michael Montgomery | Atlantic             |
| 11 | A Long Way Home                          | Dwight Yoakam           | Reprise              |
| 15 | No More Looking over My Shoulder         | Travis Tritt            | Warner Bros.         |
| 11 | No Place That Far                        | Sara Evans              | RCA Nashville        |
| 16 | Nothing but Love                         | The Wilkinsons          | Giant                |
| 8  | The Prince of Egypt (Nashville)          | Various Artists         | DreamWorks Nashville |
| 2  | Sittin' on Top of the World              | LeAnn Rimes             | Curb                 |
| 20 | Some Things I Know                       | Lee Ann Womack          | Decca Nashville      |
| 9  | Step Inside This House                   | Lyle Lovett             | MCA Nashville        |
| 18 | Tammy Wynette Remembered                 | Various Artists         | Asylum               |
| 17 | Teatro                                   | Willie Nelson           | Island               |
| 3  | Touched by an Angel: The Album           | Various Artists         | Epic                 |
| 8  | Totally Committed                        | Jeff Foxworthy          | Warner Bros.         |
| 9  | Trampoline                               | The Mavericks           | MCA Nashville        |
| 12 | Ultimate Country Party                   | Various Artists         | Arista Nashville     |
| 9  | Unbelievable                             | Diamond Rio             | Arista Nashville     |
| 8  | The Walls Came Down                      | Collin Raye             | Epic                 |
| 9  | When the Wrong One Loves You Right       | Wade Hayes              | Columbia             |
| 3  | Where Your Road Leads                    | Trisha Yearwood         | MCA Nashville        |
| 9  | White Christmas                          | Martina McBride         | RCA Nashville        |
| 47 | Wine Into Water                          | T. Graham Brown         | Intersound           |
| 8  | Wish You Were Here                       | Mark Wills              | Mercury Nashville    |
| 7  | You and You Alone                        | Randy Travis            | DreamWorks Nashville |

## Gestorben
- 7. Januar – Owen Bradley (82), Produzent und Mitbegründer des Nashville Sound
- 17. Januar – Cliffie Stone (80), Musiker und Produzent
- 19. Januar – Carl Perkins (65), bedeutender Rockabilly Musiker
- 24. Januar – Justin Tubb (62), Singer-Songwriter, Sohn von Ernest Tubb
- 19. Februar – Grandpa Jones (84), Banjo-Spieler, beliebter Grand Ole Opry Star
- 25. Februar – Rockin’ Sidney (59), Musiker, größter Hit: My Toot Toot
- 6. April – Tammy Wynette (55), erfolgreiche Sängerin der 1960er Jahre (Stand By Your Man), Ehefrau von George Jones
- 15. April – Rose Maddox (71), Countrysängerin und -Pionierin
- 7. Mai – Eddie Rabbitt (56), Songwriter und erfolgreicher Sängerin
- 8. Mai – Reece Shipley (77), Musiker
- 22. Mai – Royce Kendall (62). Sängerin bei The Kendalls
- 10. Juni – Steve Sanders (45), Mitglied der Oak Ridge Boys von 1987 bis 1996
- 6. Juli – Roy Rogers (86), Western-Darsteller, Singing Cowboy, Mitglied der Sons of the Pioneers
- 2. Oktober – Gene Autry (91), Schauspieler, der als „singender Cowboy“ bekannt wurde

## Neue Mitglieder der Hall of Fames

### International Bluegrass Music Hall of Fame
- Carlton Haney
- Chubby Wise

### Country Music Hall of Fame
- George Morgan
- Elvis Presley
- E.W. „Bud“ Wendell
- Tammy Wynette

### Canadian Country Music Hall of Fame
- Ray Griff
- Bill Anderson

### Nashville Songwriters Hall of Fame
- Merle Kilgore
- Eddie Rabbitt
- Kent Robbins

## Die wichtigsten Auszeichnungen

### Grammys
- Best Female Country Vocal Performance  – Trisha Yearwood – How Do I Live
- Best Male Country Vocal Performance – Vince Gill – Pretty Little Adriana
- Best Country Performance By A Duo Or Group – Alison Krauss & Union Station – Looking In The Eyes Of Love
- Best Country Collaboration With Vocals – Garth Brooks & Trisha Yearwood – In Another's Eyes
- Best Country Instrumental Performance – Alison Krauss & Union Station – Little Liza Jane
- Best Country Song – Bob Carlisle, Jeff Carson, Raybon Bros. – Butterfly Kisses – (Autoren: Bob Carlisle, Randy Thomas)
- Best Country Album – Johnny Cash – Unchained
- Best Bluegrass Album – Alison Krauss & Union Station – So Long So Wrong[8]

### Academy of Country Music
- Entertainer of the Year – Garth Brooks
- Song of the Year – It's Your Love – Tim McGraw & Faith Hill – Stephony Smith
- Single of the Year – It's Your Love – Tim McGraw & Faith Hill
- Album of the Year – Carrying Your Love With Me – George Strait
- Top Male Vocalist – George Strait
- Top Female Vocalist – Trisha Yearwood
- Top Vocal Duo – Brooks & Dunn
- Top Vocal Group – Brooks & Dunn
- Top New Male Vocalist – Kenny Chesney
- Top New Female Vocalist – Lee Ann Womack
- Top New Vocal Duo Or Group – the Kinleys
- Video of the Year – It's Your Love Tim McGraw und Faith Hill
- Vocal Event of the Year – It's Your Love – Tim McGraw mit Faith Hill

### ARIA Awards
- Best Country Album – My Own Sweet Time (Shanley Del)

### Canadian Country Music Association
- CMT Maple Leaf Foods Fans' Choice Award – Shania Twain
- Male Artist of the Year – Paul Brandt
- Female Artist of the Year – Shania Twain
- Group or Duo of the Year – Leahy
- SOCAN Song of the Year – Born Again in Dixieland, Jason McCoy, Naoise Sheridan, Denny Carr
- Single of the Year – You're Still the One, Shania Twain
- Album of the Year – Come On Over, Shania Twain
- Top Selling Album – Come On Over, Shania Twain
- Video of the Year – Don't Be Stupid (You Know I Love You), Shania Twain
- Wrangler Rising Star Award – Bruce Guthro
- Vocal Collaboration of the Year – Your Love, Michelle Wright and Jim Brickman

### Country Music Association Awards
- Entertainer of the Year – Garth Brooks.
- Male Vocalist of the Year – George Strait.
- Female Vocalist of the Year – Trisha Yearwood.
- Vocal Group of the Year – Dixie Chicks.
- Vocal Duo of the Year – Brooks & Dunn.
- Horizon Award – Dixie Chicks.
- Musician of the Year – Brett Mason.
- Vocal Event of the Year – You Don't Seem to Miss Me, Patty Loveless mit George Jones.
- Single of the Year – Holes in the Floor of Heaven, Steve Wariner.
- Song of the Year – Holes in the Floor of Heaven, Steve Wariner und Billy Kirsch.
- Album of the Year – Everywhere, Tim McGraw.
- Music Video of the Year – This Kiss, Faith Hill.

### Juno Awards
- Best Country Male Vocalist – Paul Brandt
- Best Country Female Vocalist – Shania Twain
- Best Country Group or Duo – Leahy

### RPM Big Country Awards
- Canadian Country Artist of the Year – Shania Twain
- Best Country Album – Come On Over – Shania Twain
- Best Country Single – Little Ol' Kisses, Julian Austin
- Male Artist of the Year – Paul Brandt
- Female Artist of the Year – Terri Clark
- Group of the Year – Leahy
- Outstanding New Male Artist – Bruce Guthro
- Outstanding New Female Artist – Beverley Mahood
- Outstanding New Group or Duo – Montana Sky
- Canadian Country Video – Little Ol' Kisses – Julian Austin
- Top Country Composer(s) – Julian Austin

### American Music Awards
- Favorite Country Male Artist – George Strait
- Favorite Country Female Artist – Reba McEntire
- Favorite Country Band/Duo/Group – Alabama
- Favorite Country Album – Carrying Your Love with Me – George Strait
- Favorite Country New Artist – Lee Ann Womack